# 奥铁欧城列车

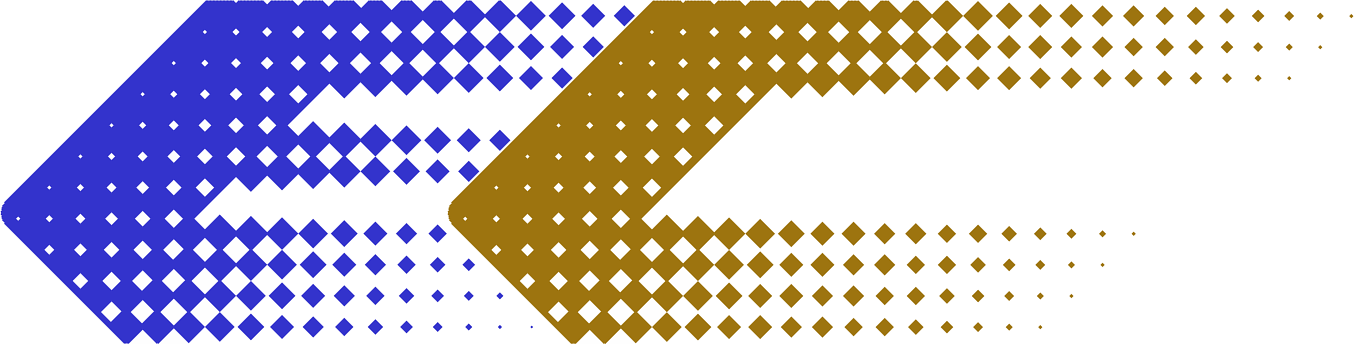
欧城列车标志

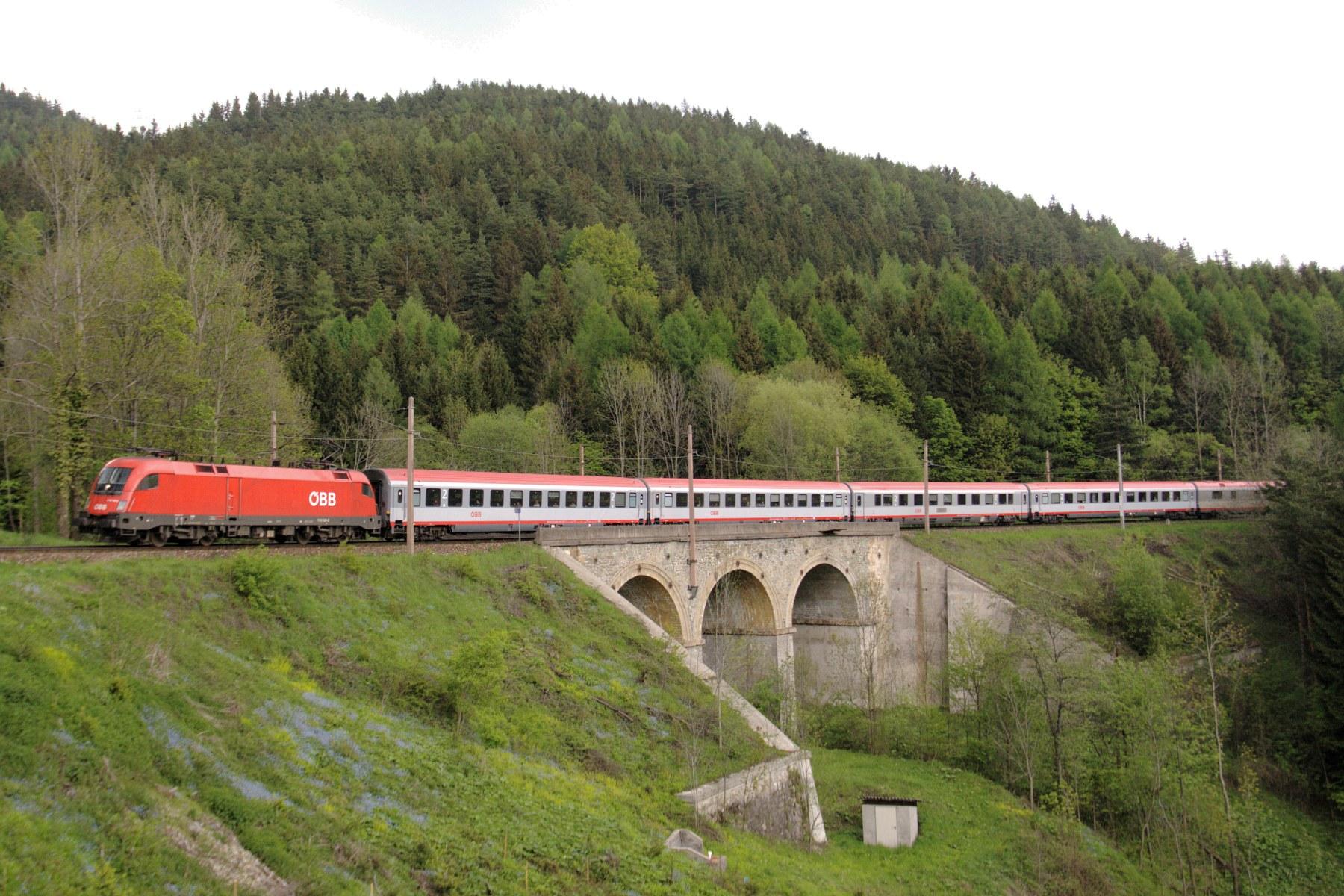
一列奥铁欧城列车运行于塞默林铁路

奥铁欧城列车（德語：ÖBB-EuroCity，简称O-EC，在时刻表中也会显示为ÖBB-EC或OEC）是奥地利联邦铁路开办的一个国内和国际长途运输的列车类别。它自2001年起推出，并且在锐捷列车面世之前，是奥地利联邦铁路除城际快车之外提供的最高品质服务。这一列车类别在2011/12年度的运行图调整中被撤销，其部分服务由锐捷列车所取代，常规的国际服务转换为不加前缀的欧城列车，其余的国内服务则转换为奥铁城际列车。

## 配置
奥铁欧城列车由采用新式涂装的现代化铁路车辆组成（侧壁为NCS2502B号浅灰色，窗框为NCS4502B号灰色，裙板/端面/转向架为NCS6502B号深灰色，车顶及车身条纹为RAL3020号交通红色）。它们均是利用在1977年至1994年间交付的Eurofima车厢及模块化车厢进行重新加工而来。其座椅套已被更新（一等车厢：黑色皮革，二等车厢：深蓝色丝绒），座椅附近安装有电源插槽，隔间安装有新的桌板，并且大多数车厢都配备有真空厕所。
所有奥铁欧城列车均能满足欧城列车的标准（尽管大部分奥铁欧城列车只提供纯粹的国内服务）。除了现代化的机车车辆，所有列车还必须配备空调设施，具有四座商务隔间（移动办公室）的一等商务车厢、“送餐到座”服务的一等车厢，以及餐车和轮椅适用的无障碍车厢。此外，ÖBB-EC162/163次穿越阿尔卑斯号列车在瑞士境内还会搭载全景座车。

## 2010/2011年度运行图中的奥铁欧城列车
| 车次及名称                                          | 线路                            | 营运模式                                        | 行车时间              | 继任车次（2011年12月后）                    |
| --------------------------------------------------- | ------------------------------- | ----------------------------------------------- | --------------------- | ------------------------------------------- |
| ÖBB-EC 78 古斯塔夫·克林姆 ÖBB-EC 79 古斯塔夫·克林姆 | 格拉茨－布拉格 －维也纳         | 每日                                            | 7小时40分 4小时43分   | EC 78/79                                    |
| ÖBB-EC 110 ÖBB-EC 111                               | 克拉根福－慕尼黑 －克拉根福     | 每日                                            | 5小时4分 4小时50分    | EC 110/111                                  |
| ÖBB-EC 112 ÖBB-EC 113                               | 克拉根福－锡根 －克拉根福       | 每日                                            | 11小时26分 10小时59分 | EC 112/113                                  |
| ÖBB-EC 150 伊摩纳 ÖBB-EC 151 伊摩纳                 | 卢布尔雅那－维也纳 －卢布尔雅那 | 每日                                            | 5小时59分 6小时4分    | EC 150/151                                  |
| ÖBB-EC 165 丽笙公园酒店 ÖBB-EC 166                  | 苏黎世－维也纳 －苏黎世         | 每日至4月9日 每日至4月8日                       | 8小时4分 8小时6分     | RJ 165/166                                  |
| ÖBB-EC 172 文多博纳 ÖBB-EC 173 文多博纳             | 菲拉赫－汉堡 －菲拉赫           | 每日                                            | 16小时22分 16小时23分 | EC 172/173                                  |
| ÖBB-EC 251 ÖBB-EC 252 阿尔贝蒂娜                    | 格拉茨－马里博尔 －维也纳       | 每日                                            | 1小时6分 3小时40分    | RJ 558 （仅格拉茨－维也纳）                 |
| ÖBB-EC 255 ÖBB-EC 256                               | 维也纳－马里博尔 －维也纳       | 每日                                            | 3小时36分 3小时30分   | ÖBB-IC 557/658 （仅维也纳－格拉茨－维也纳） |
| ÖBB-EC 530 ÖBB-EC 531 克拉根福城市剧院              | 利恩茨－维也纳 －利恩茨         | 每日                                            | 5小时46分 5小时48分   | ÖBB-IC 530/531                              |
| ÖBB-EC 533 湖畔公园                                 | 维也纳－菲拉赫                  | 每日                                            | 4小时47分             | ÖBB-IC 533                                  |
| ÖBB-EC 590                                          | 萨尔茨堡－克拉根福              | 每日                                            | 3小时                 | ÖBB-IC 590                                  |
| ÖBB-EC 593 巴特加斯泰因山泉                         | 克拉根福－萨尔茨堡              | 每日                                            | 3小时2分              | ÖBB-IC 593                                  |
| ÖBB-EC 630 易息银行                                 | 菲拉赫－维也纳                  | 每日                                            | 4小时14分             | ÖBB-IC 632                                  |
| ÖBB-EC 653                                          | 维也纳－格拉茨                  | 每日                                            | 2小时31分             | ÖBB-IC 653                                  |
| ÖBB-EC 662 鲍恩霍夫假期 ÖBB-EC 663                  | 维也纳－布雷根茨 －维也纳       | 每日至4月10日 每日                              | 7小时6分 6小时57分    | RJ 662/663                                  |
| ÖBB-EC 730 ÖBB-EC 731 KELAG能量快车                 | 菲拉赫－维也纳 －菲拉赫         | 每日                                            | 4小时12分 4小时15分   | ÖBB-IC 730/731                              |
| ÖBB-EC 750 美景宫                                   | 格拉茨－维也纳                  | 工作日，除周六                                  | 2小时34分             | ÖBB-IC 750                                  |
| ÖBB-EC 753 格拉茨歌剧院                             | 维也纳－格拉茨                  | 每日                                            | 2小时31分             | ÖBB-IC 753                                  |
| ÖBB-EC 757                                          | 维也纳－格拉茨                  | 每日                                            | 2小时31分             | ÖBB-IC 757                                  |
| ÖBB-EC 764                                          | 维也纳－因斯布鲁克              | 每日                                            | 4小时46分             | RJ 764                                      |
| ÖBB-EC 860 阿尔山麓圣安东                           | 维也纳－布雷根茨                | 每日                                            | 8小时7分              | ÖBB-IC 860                                  |
| ÖBB-EC 861 奥地利律师 ÖBB-EC 865 红鼻子小丑医生     | 兰德克－维也纳 兰德克－维也纳   | 工作日，除周六 周六，工作日为因斯布鲁克－维也纳 | 6小时13分 6小时8分    | ÖBB-IC 861/865                              |
| ÖBB-EC 868 库夫施泰因高专                           | 维也纳－因斯布鲁克              | 每日                                            | 5小时8分              | ÖBB-IC 868                                  |
| ÖBB-EC 961 金百利克拉克-哈克勒                      | 布雷根茨－维也纳                | 每日                                            | 8小时21分             | ÖBB-IC 961                                  |
| ÖBB-EC 15750 美景宫                                 | 格拉茨－维也纳                  | 周末及节假日                                    | 2小时34分             | ÖBB-IC 750                                  |

运行于西部铁路的欧城列车或奥铁欧城列车会比城际列车或奥铁城际列车设有更少的停站和更短的行车时间。而运行于南部铁路的奥铁欧城列车其行车时间则与大多数的城际列车相当。南部铁路的特点是会有一列早班列车从菲拉赫及格拉茨前往维也纳，并有一列晚班列车从维也纳前往菲拉赫。这两班列车在整个区间都会加速运行，使得它们可以作为一个理想的朝暮服务。因此，它们也会被视为超级城市列车（1991－1996）的继任者。前往瑞士的服务会在瑞士一侧按正常的欧城列车类别显示。